# Tracciabilità dei prodotti
La tracciabilità dei prodotti è l'insieme dei mezzi che permette di verificare la storia, i movimenti e il percorso  effettuato da prodotti, oggetti e merce in genere.
Tipici esempi di utilizzo di questa possibilità tecnica sono:
- le spedizioni private di pacchi o plichi, tramite servizio postale o corriere espresso
- gli acquisti online, nei quali le funzioni di logistica del fornitore/corriere espresso tracciano il percorso segnalando sui propri siti ora e tappa raggiunta dall'ordine in consegna, oltre al previsto arrivo presso il cliente
- le preparazioni e vendite di prodotti alimentari deperibili, nelle quali la tracciabilità si estrinseca in maniera diversa, caso per caso, ma comunque ha per obiettivo la segnalazione sull'etichetta finale di confezionamento, della provenienza della materia prima principale, anche detta filiera. Le informazioni sono generalmente in codice, tuttavia si sta diffondendo la prassi di scrivere in chiaro, almeno il luogo dello stabilimento di produzione (spesso diverso dalla sede legale del marchio).

## Tracciabilità dei prodotti alimentari
La tracciabilità dei prodotti alimentari è stata regolamentata nel 2002 dalla Comunità Europea: regolamento (CE) n.178/2002. I vantaggi della tracciabilità dei prodotti alimentari sono:
- una gestione delle scorte e di magazzino ottimizzata;

- velocizzazione nel recupero delle informazioni, nel processo di tracing;
- diminuzione di scarti e sprechi alimentari;
- maggior trasparenza per i processi della filiera;
- miglior qualità dei prodotti perché controllate e monitorate le condizioni del trasporto;
- percezione di qualità ed efficienza agli occhi del cliente, con conseguente fidelizzazione del consumatore.

Le tecnologie per monitorare la tracciabilità dei prodotti, negli ultimi anni, hanno reso questo processo più facile e sicuro. Ad esempio, applicare un sistema blockchain permette di immagazzinare informazioni sulla filiera in modo sicuro poiché una volta inserite le informazioni non sono più modificabili.

### Tracciabilità e Rintracciabilità
È bene specificare che con il termine tracciabilità si riconoscono quelle fasi di monitoraggio del prodotto dal momento della produzione al momento della vendita, da monte a valle della filiera produttiva. Il termine inglese è “tracking”.
Con il termine rintracciabilità, invece, si intende il processo inverso. Si dice da valle a monte della filiera produttiva. Viene chiamato anche “richiamo”: dal momento della vendita si vuole risalire al produttore. Il termine inglese è “tracing”.

## Carne bovina
Per i tagli di carne bovina venduti sfusi al dettaglio esiste un sistema di etichettatura di rintracciabilità  (regolamento CE n. 1760/2000), per cui devono essere riportate obbligatoriamente anche le seguenti informazioni aggiuntive:
- codice di riferimento che rappresenta il nesso tra il taglio di carne al banco e l'animale o il gruppo di animali macellato
- Paese di nascita
- Paese o Paesi di ingrasso
- Paese di macellazione e numero di riconoscimento dello stabilimento di macellazione
- Paese di selezionamento delle carni e numero di riconoscimento del laboratorio.